# Cambio (Utsurohi)
Cambio (en japonés: Utsurohi) es una instalación artística situada en el Paseo de Minici Natal, en el Anillo Olímpico de Montjuic, en Barcelona. Obra de la escultora japonesa Aiko Miyawaki, fue creada en 1990, en el contexto de las obras efectuadas para los Juegos Olímpicos. Es conocida también por el título Momento del movimiento.

## Historia y descripción

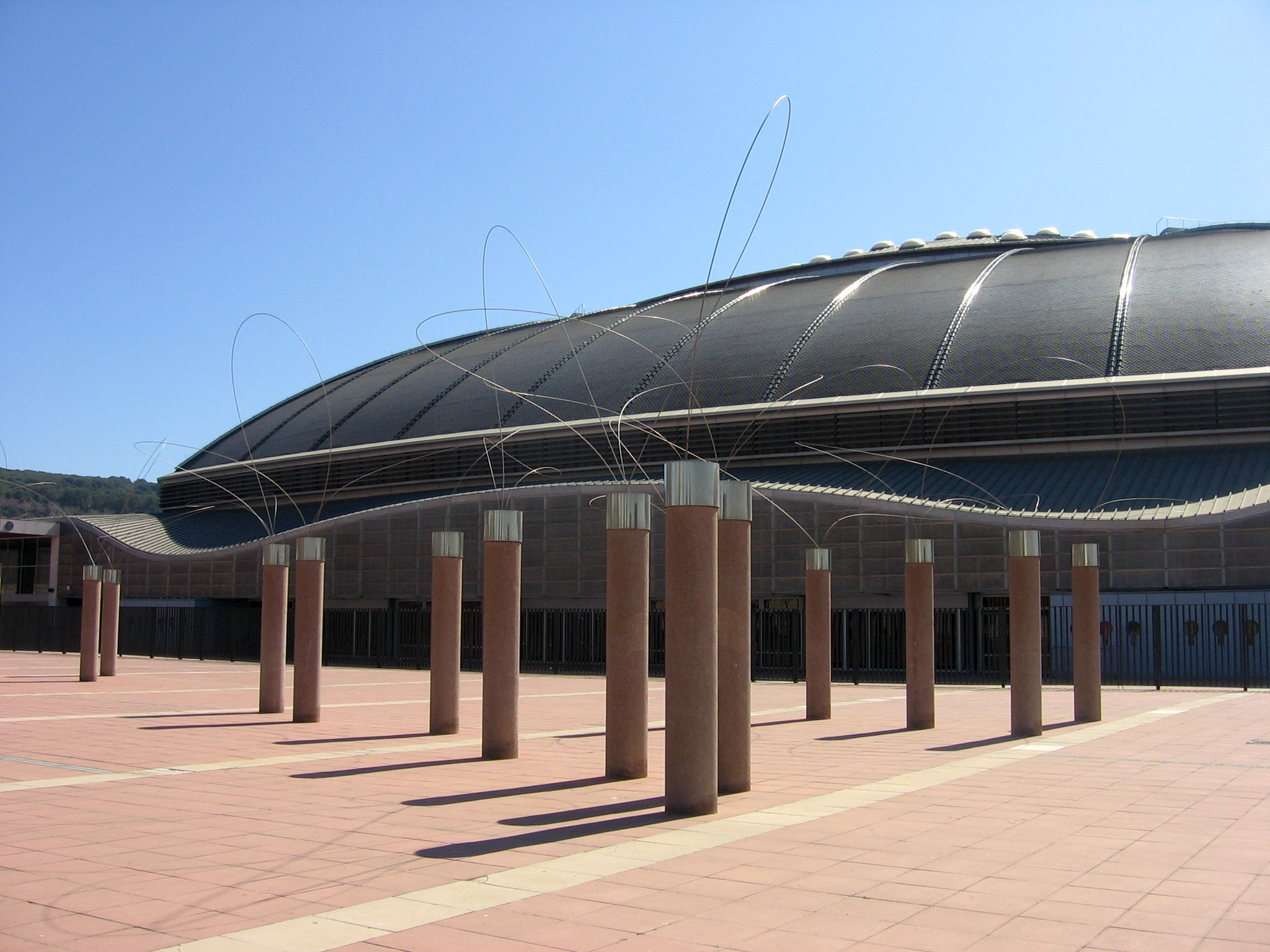
Vista de la obra con el Palau Sant Jordi al fondo.

Esta obra fue pensada para ornamentar la explanada situada frente al Palau Sant Jordi. Quizá por ello fue encargada a Aiko Miyawaki, esposa del arquitecto Arata Isozaki, autor del Palau. Esta escultora había ejecutado anteriormente una obra parecida en La Défense, París, en 1988. La obra fue inaugurada durante las fiestas de la Merced, el 21 de septiembre de 1990, y fue galardonada con el premio de la Asociación Catalana de Críticos de Arte en 1991. El coste total de la obra fue de 22 millones de pesetas.
Utsurohi está compuesto por 36 columnas de piedra artificial y 55 cables de acero inoxidable, dispuestos de forma irregular en una superficie de 54 metros de largo por 14 de ancho, con una altura de las columnas de 3,50 metros. La disposición recuerda un bosque, con un conjunto de líneas dispuestas en el espacio que sugieren movimiento, dinamismo, transición, ya que sus múltiples perspectivas según el espectador cambia de posición transmiten una sensación de «cambio», de ahí el título. Un factor determinante en la obra es la luz, ya que su carácter metálico genera toda una serie de reflejos —especialmente en el crepúsculo— que provocan diversas sensaciones en el espectador. Por otro lado, la disposición de las columnas en siete grupos genera un caligrama con múltiples recorridos para transitar por su interior.